# Maciej Mycielski
Maciej Mycielski herbu Dołęga (ur. w 1690 roku – zm. 3 października 1747 w Szubinie) – kasztelan poznański w latach 1737–1747, kasztelan kaliski w latach 1732–1737, marszałek Trybunału Głównego Koronnego w 1728 roku, chorąży nadworny koronny w latach 1717–1732.
W wojnie północnej opowiedział się za Augustem II i w toczonych walkach brał udział po jego stronie. W 1714 był cześnikiem wschowskim. Dzięki protekcji Janusza Wiśniowieckiego awansował 13 grudnia 1717 na chorążego nadwornego koronnego. W 1727 był deputatem z województw wielkopolskich na Trybunał Koronny w Lublinie. Po śmierci marszałka Trybunału Jana Antoniego Radomickiego został 1 maja 1728 jednogłośnie wybrany na marszałka. Był członkiem konfederacji generalnej zawiązanej 27 kwietnia 1733 roku na sejmie konwokacyjnym. W 1733 brał udział w sejmie konwokacyjnym, a następnie elekcyjnym, na którym złożył swój podpis 10 września z województwa kaliskiego na Stanisława Leszczyńskiego. Na sejmie pacyfikacyjnym w lipcu 1736 podpisał dyplom elekcji Augusta III. Wielokrotnie delegowany był w latach 1737 -1746 jako komisarz z Senatu na Trybunał Skarbowy w Radomiu. 14 lipca 1737 został kasztelanem poznańskim. 3 sierpnia 1742 odznaczony został Orderem Orła Białego.
Mycielski odziedziczył po ojcu, jako jedyny syn, dużą fortunę, którą powiększył prawie dwukrotnie przez różne zakupy i spadki. Ok. 1715 r. poślubił Weronikę Konarzewską (1699–1762), starościankę konińską. W 1715 M. zabezpieczył jej posag i spisał z nią wzajemne dożywocie. Jako ostatnia z rodu wniosła ona mężowi po rodzicach i bracie Dymitrze wielkie posiadłości. Posiadał Szamotuły i Gostyń w województwie poznańskim, Szubin i Tuliszków w województwie kaliskim, Hrynki w województwie nowogródzkim i  Kulikowicze na Wołyniu. Zmarł w  Szubinie, pochowany został w u filipinów Gostyniu. Żona Weronika wzniosła nowy budynek klasztorny i odrestaurowała ich kościół, który odtąd stał się miejscem spoczynku tej linii Mycielskich.